# Petrus van Regemorter
Pour les articles homonymes, voir Regemorter.
Petrus Johannes van Regemorter, né le 8 septembre 1755 à Anvers (Belgique) et mort le 17 novembre 1830 dans la même ville, était un peintre paysagiste et peintre de genre flamand.

## Biographie
Formé à l'académie de peinture de sa cité natale, où il étudie de 1768 à 1773, il est admis dans la Guilde de Saint-Luc d'Anvers (corporation des peintres de la ville). Il exerce les responsabilités de doyen de cette institution en 1785, puis d'ancien en 1787.
Regemorter acquiert le renom d'un copiste adroit et d'un excellent restaurateur de tableaux. Il aurait remis en état quelque 3 000 œuvres, notamment au bénéfice des collectionneurs anversois Jan Pilaer et Nicolas-François Beeckmans (1750-1819). En affinant sa culture et sa technique artistiques, ce travail améliore la qualité de sa production personnelle.
Ses talents sont variés. À la fois paysagiste et peintre de genre, il témoigne d'une prédilection particulière pour les kermesses, fêtes de villages et scènes d'intérieur. La qualité de ses paysages au clair de lune était également réputée. Il est par ailleurs un talentueux façonnier, à l'habileté duquel plusieurs de ses confrères paysagistes font appel pour animer leurs toiles en y insérant des figures humaines et animales, comme dans ses toiles "bergers et leur troupeaux traversant le gué" ou "le passage du gué en vue d'un chateau" : il en est ainsi par exemple d'Hendrik de Cort.
Professeur de dessin à l'Académie de peinture d'Anvers de 1796 à 1803, Regemorter forme par son enseignement toute une génération d'artistes peintres : tel est le cas des paysagistes Jan van Bellingen (1770-1828), Lambert de Tyn (1770-1816) et Martin Verstappen, du peintre d'histoire Mathieu-Ignace Van Brée, du polyvalent Peter-Paul-Joseph Noel (1789-1822), et de son propre fils Ignace van Regemorter.
Il expose régulièrement au Salon de peinture d'Anvers. En 1814, il est délégué par la ville d'Anvers, en compagnie de son confrère Balthasar Ommeganck, au sein de la Commission chargée de la restitution des œuvres d'art prélevées par la France durant les Guerres de la Révolution et de l'Empire. À ce titre, il rapatrie notamment au Musée d'Anvers un Christ en croix de Van Dyck.
Son fils Ignatius-Josephus-Petrus van Regemorter (Anvers 4 décembre 1785 - idem 20 juillet 1873) devint lui aussi un peintre de genre et un paysagiste apprécié. Il se distingua en remportant le concours de paysage du Salon de peinture de Gand en 1808 ainsi que le prix de paysage au Salon de Bruxelles en 1811.

## Sources
- Catalogue du musée d'Anvers, 3e édition, 1863, p. 513-516 (notice Pierre-Jean van Regemorter).
- Théodore Lejeune : Guide théorique et pratique de l'amateur de tableaux - Étude sur les imitateurs et les copistes des maîtres de toutes les écoles, 1864, volume 2, p. 481.
- (en) Grove Dictionary of Art, Oxford University Press, 2005.
- (en) James R Hobbes : The Picture Collector's Manual : Being a Dictionary of Painter, 1849, volume 2 p. 224.
- (en) Henry Ottley : A biographical and critical dictionary of recent and living painters and engravers, 1866, p. 135.